# Graf-Haeseler-Kaserne (Kassel)
Die Graf-Haeseler-Kaserne in Kassel-Niederzwehren wurde 1913/1914 erbaut und erhielt, weil sie als Standort für das Thüringische Fußartillerieregiment Nr. 18 vorgesehen war, den Namen „Fußartilleriekaserne“. Bedingt durch den Beginn des Ersten Weltkriegs 1914 wurde sie jedoch von diesem Truppenteil nicht mehr bezogen. 1937 erfolgte die Umbenennung in „Graf-Haeseler-Kaserne“, nach dem preußischen Generalfeldmarschall Gottlieb von Haeseler (1836–1919).
Das etwa 800 m × 300 m große Areal liegt am östlichen Ortsrand von Niederzwehren, an der Dennhäuser Straße (L 3124) und unmittelbar westlich der Autobahn A 49. Etwa 1 km weiter östlich verläuft die Fulda. Seit der Aufgabe der ursprünglichen Funktion ist das Gelände seit Mitte der 1990er Jahre ein Konversionsgelände.

## Geschichte

### 1914–1918
Bis zum Ende des Ersten Weltkriegs waren folgende Einheiten in der Kaserne stationiert: Landsturmbataillon XI. Armeekorps (1914–1916), MG-Ersatzabteilung XI. Armeekorps (1916), Ersatzbataillon Fußartillerieregiment 18 (1917), Thüringisches Fußartillerie-Regiment Nr. 18 (zur Demobilisierung) (1918–1919).

### 1919–1937
Nach dem Ersten Weltkrieg war die Kaserne Heimat folgender Truppenteile:
Freiwilligenbatterie Fußartillerieregiment 18 (1919), 10. Kompanie des Jägerbataillons im Infanterieregiment 15 (1921–1925), 13. Minenwerferkompanie im Infanterieregiment 15 (1925–1932), 3. und 4. Kompanie der Kraftfahrabteilung 5 (später: Umbenennung in Panzer-Abwehr-Abteilung 37) (1932–1935), Nachrichtenabteilung 34 (1935–1936), Maschinengewehrbataillon 59 (1936–1939).

### 1937–1945
1937 erfolgte die Umbenennung in Graf-Haeseler-Kaserne. Von 1939 bis 1945 waren dann die Sanitätsersatzabteilung 9 und der Heimatkraftfahrpark 9 hier untergebracht. 

### 1945–1994
Nach 1945 dienten die nicht durch Bomben zerstörten Gebäude auch US-amerikanischen Einheiten als Unterkunft. Diese benannten die Kaserne 1950 in „Wilson Barracks“ um. Namensgeber war Alfred L. Wilson, der als Sanitätssoldat der Sanitätsabteilung des 328th IR, 26th ID am 8. November 1944 bei Bezango la Petite, Frankreich, gefallen war.
In den Jahren 1947–1949 waren auch Kriegsflüchtlinge, sogenannte Displaced Persons (DPs), in einem DP-Lager der UNRRA (UN) hier untergebracht, und von 1948 bis 1952 betrieb der Hessische Rundfunk in einem der Kasernengebäude sein Studio Kassel. 
1956 übernahm die Bundeswehr die Kaserne. Das Feldjägerbataillon IV, der Mittlere Feldzug der Instandsetzungskompanie 543 und das Kreiswehrersatzamt Kassel zogen ein. Von 1957 bis 1960 erfolgte eine Gesamtrenovierung der Kasernenanlage. Danach waren hier stationiert: Versorgungsbataillon 46, Mittlere Instandsetzungskompanie 2 (1960), Außenstelle MAD-Stelle 42 (1964), Panzerpionierkompanie 40 (1964), Versorgungsbataillon 2 (1972), Nachschubbataillon 2 (1975), Instandsetzungskompanie 340 (1976), Instandsetzungskompanie 60 (1981), 3./Instandsetzungsbataillon 2 (1986), 3./Instandsetzungsbataillon 310 (1993).

### Ab 1994
Die militärische Nutzung der Graf-Haeseler-Kaserne endete am 1. April 1994. Der Verein ehemaliger Angehöriger des Versorgungsbataillons 46, des Versorgungsbataillons 2 und des Nachschubbataillons 2, „Die Blauen aus Zwehren e. V.“, machte es sich u. a. zur Aufgabe, die Tradition seiner ehemaligen Kaserne zu bewahren. Heute erinnert ein durch den damaligen Kasseler Oberbürgermeister Georg Lewandowski im Jahre 2004 eingeweihter Gedenkstein an der Graf-Haeseler-Straße an die ehemalige Kaserne. 
In den Folgejahren konnten die erforderlichen Infrastrukturmaßnahmen abgeschlossen und ein großer Teil der Flächen und Gebäude an Privat-Investoren veräußert werden. Das ehemalige Kasernengelände heißt nun „Unternehmenspark Niederzwehren“.